# Mezzouna
Mezzouna (arabe : المزونة) est une ville du centre-est de la Tunisie située à l'extrémité orientale de l'alignement montagneux des monts Gafsa, au pied du djebel Neguelet culminant à 411 mètres.
Rattachée au gouvernorat de Sidi Bouzid, elle constitue une municipalité comptant 7 390 habitants en 2014 ; elle est aussi le chef-lieu d'une délégation de 33 979 habitants.
Elle est en position de carrefour entre l'axe Sfax-Gafsa (route RN14) et l'axe qui relie Sidi Bouzid, chef-lieu du gouvernorat, et Skhira sur le golfe de Gabès (quarante kilomètres au sud-est).
Située sur le tronçon final de l'oléoduc transportant le pétrole d'Algérie vers le port pétrolier de Skhira, elle possédait la plus grande usine de plasturgie, le Complexe de plastique de Mezzouna.
Le parc national de Bouhedma est situé à une vingtaine de kilomètres au sud-ouest dans le djebel Bouhedma.